# Ubiale Clanezzo
Ubiale Clanezzo es una localidad y comune italiana de la provincia de Bérgamo, región de Lombardía, con 1.388 habitantes.

## Evolución demográfica
| Gráfica de evolución demográfica de Ubiale Clanezzo entre 1861 y 2001 |
|                                                                       |
| Fuente ISTAT - elaboración gráfica de Wikipedia                       |